# Goran Ivanišević
Goran Šimun Ivanišević (Split, 13 de setembro de 1971) é um ex-tenista croata, que durante sua carreira profissional conquistou 22 títulos em simples e 9 em duplas pelo circuito ATP e ganhou quase U$ 20 milhões em premiação, atualmente é treinador de tênis.
Em julho de 1994, Goran Ivanišević alcançou o melhor ranking de simples da carreira, quando chegou a ser número 2 do ranking mundial masculino.
O croata Goran Ivanišević teve como grande conquista na carreira o título do Grand Slam de Wimbledon em 2001. E essa conquista foi histórica, pois após sofrer com lesões no ombro nos anos de 1999, 2000 e início de 2001, seu ranking caiu muito e quando chegou o Torneio de Wimbledon de 2001 ele era apenas o 125° colocado do ranking mundial. Por isso fazia-se necessário um convite da organização para que ele pudesse participar. E foi exatamente isso o que aconteceu. Durante o torneio ele fez uma boa campanha e chegou a final, onde contra o australiano Patrick Rafter, que mais parecia uma decisão de Copa Davis, Ivanisevic conquistou seu maior título em uma batalha de três horas e cinco sets disputados, e com isso se tornou no primeiro tenista a receber um convite para jogar um Grand Slam e se tornar campeão do torneio.
Além do título do Grand Slam de Wimbledon em 2001, Goran Ivanisevic foi por três vezes vice-campeão do torneio. Na primeira final perdeu para André Agassi no 5° set, em 1992. Dois anos mais tarde enfrentou outro norte-americano na final, dessa vez Pete Sampras, e foi derrotado em três sets. Em 1998 ele voltou à quadra central de Wimbledon para enfrentar Pete Sampras novamente em uma final. O jogo foi decidido no 5° set e mais uma vez em favor do norte-americano.
Foi campeão em 1995 e vice-campeão em 1996 do Grand Slam Cup (torneio realizado entre 1990 e 1999, com os tenistas que melhor atuavam nos Grand Slams do ano corrente).
Ganhou em simples dois Masters Séries (atual Masters 1000), o de Estocolmo em 1992 e o de Paris em 1993. Em duplas foi campeão do Masters Séries de Roma em 1991.
Fez parte da equipe croata campeã da Copa Davis de 2005. Jogando ao lado de Mario Ančić, Ivan Ljubičić e Ivo Karlovic, ajudou a colocar a Croácia na lista dos campeões da Copa Davis com os 3 a 2 diante da Eslováquia, fora de casa.
Foi por duas vezes finalista em duplas do Grand Slam do Open da França.
Em 1996, chegou a semifinal em simples do Grand Slam do U.S. Open.
Por três vezes, ele foi semifinalista em simples do ATP World Tour Finals (antigo Tennis Masters Cup).
Em 1992, nas olimpíadas de Barcelona, o croata Ivanisevic conquistou a medalha de bronze em simples e em duplas.
Ele era o treinador do croata Marin Čilić, quando este conquistou o Grand Slam do U.S. Open de 2014.
Foi treinador de Novak Djokovic de 2019 à 2024. Juntos ganharam muitos títulos, incluindo nove Grand Slams.
Em entrevista para o Tennis Majors, o campeão de Wimbledon de 2001 afirmou que não houve uma razão central para a ruptura, mas admite que a relação entre os dois já estava desgastada.
“Não há um motivo específico, mas devemos admitir que ambos temos uma sensação de cansaço e saturação. Às vezes as pessoas esquecem toda a tensão que tivemos que enfrentar juntos, como quando ele foi apontado como o maior vilão do planeta por tudo o que aconteceu durante a pandemia. Chegamos a um ponto de saturação em que eu me cansei dele e ele se cansou de mim. Além disso, tive a sensação de que não poderia mais ser útil para ele”, revelou o croata de 52 anos.
Depois disso, foi convidado a trabalhar com Elena Rybakina, onde a parceria começou após Rybakina ter terminado a sua relação com o antigo treinador Stefano Vukov, porém a parceria durou pouco tempo. Os dois trabalharam juntos na pré-temporada e durante a turnê australiana, com o croata se desligando da equipe logo após o Australian Open.
Em 2025, após Roland Garros, teve uma breve experiência de dois meses como treinador de Stefanos Tsitispas. O treinador fez duras críticas à falta de preparação do tenista, especialmente após ser eliminado na primeira rodada em Wimbledon.

## Recordes
O croata Goran Ivanisevic é lembrado entre outras coisas, por ter sido um dos melhores sacadores da história do tênis.
Ivanisevic possui o recorde de maior número de aces em uma partida de apenas dois sets. 31 aces em Split, no ano de 1998.
Goran Ivanisevic atingiu a contagem de 10.183 aces na carreira. Com esse feito, ele se tornou no primeiro tenista a conseguir a façanha de conseguir mais de 10.000 aces desde 1991, quando começaram a ser feitos tais registros.

## Grand Slam finais

### Simples: 4 (1 título, 3 vices)
| Resultado | Ano  | Campeonato | Piso  | Oponente       | Placar                             |
| --------- | ---- | ---------- | ----- | -------------- | ---------------------------------- |
| Vice      | 1992 | Wimbledon  | Grama | Andre Agassi   | 7–6(10–8), 4–6, 4–6, 6–1, 4–6      |
| Vice      | 1994 | Wimbledon  | Grama | Pete Sampras   | 6–7(2–7), 6–7(5–7), 0–6            |
| Vice      | 1998 | Wimbledon  | Grama | Pete Sampras   | 7–6(7–2), 6–7(9–11), 4–6, 6–3, 2–6 |
| Campeão   | 2001 | Wimbledon  | Grama | Patrick Rafter | 6–3, 3–6, 6–3, 2–6, 9–7            |

### Duplas: 2
| Resultado | Ano  | Campeonato             | Piso   | Parceiro     | Oponente                     | Placar   |
| --------- | ---- | ---------------------- | ------ | ------------ | ---------------------------- | -------- |
| Vice      | 1990 | Aberto da França (1/2) | Saibro | Petr Korda   | Sergio Casal Emilio Sánchez  | 5–7, 3–6 |
| Vice      | 1999 | Aberto da França (2/2) | Saibro | Jeff Tarango | Mahesh Bhupathi Leander Paes | 2–6, 5–7 |

### Super 9/Masters Series finais

#### Simples: 7 (2–5)
| Resultado | Ano  | Campeonato | Piso        | Oponente        | Placar                       |
| --------- | ---- | ---------- | ----------- | --------------- | ---------------------------- |
| Campeão   | 1992 | Estocolmo  | Carpete (i) | Guy Forget      | 7–6(7–2), 4–6, 7–6(7–5), 6–2 |
| Vice      | 1993 | Roma       | Saibro      | Jim Courier     | 1–6, 2–6, 2–6                |
| Vice      | 1993 | Estocolmo  | Carpete (i) | Michael Stich   | 6–4, 6–7(6–8), 6–7(3–7), 2–6 |
| Campeão   | 1993 | Paris      | Carpet (i)  | Andrei Medvedev | 6–4, 6–2, 7–6(7–2)           |
| Vice      | 1994 | Estocolmo  | Carpete (i) | Boris Becker    | 6–4, 4–6, 3–6, 6–7(4–7)      |
| Vice      | 1995 | Hamburgo   | Saibro      | Andrei Medvedev | 3–6, 2–6, 1–6                |
| Vice      | 1996 | Miami      | Duro        | Andre Agassi    | 0–3 ret.                     |